# Ronchères (Yonne)
Ronchères és un municipi francès, situat al departament del Yonne i a la regió de Borgonya - Franc Comtat. L'any 2017 tenia 96 habitants.

## Demografia
La població ha evolucionat segons el següent gràfic:
Habitants censats

### Habitatges
El 2007 hi havia 73 habitatges, 45 eren l'habitatge principal de la família, 21 eren segones residències i 7 estaven desocupats. 67 eren cases i 2 eren apartaments. Dels 45 habitatges principals, 32 estaven ocupats pels seus propietaris, 9 estaven llogats i ocupats pels llogaters i 4 estaven cedits a títol gratuït; 1 tenia una cambra, 5 en tenien dues, 5 en tenien tres, 18 en tenien quatre i 16 en tenien cinc o més. 31 habitatges disposaven pel capbaix d'una plaça de pàrquing. A 17 habitatges hi havia un automòbil i a 20 n'hi havia dos o més.

## Economia
El 2007 la població en edat de treballar era de 56 persones, 32 eren actives i 24 eren inactives. De les 32 persones actives 25 estaven ocupades (17 homes i 8 dones) i 7 estaven aturades (5 homes i 2 dones). De les 24 persones inactives 13 estaven jubilades, 1 estava estudiant i 10 estaven classificades com a «altres inactius».
Activitats econòmiques
Dels 5 establiments que hi havia el 2007, dos eren d'empreses de construcció, una empresa d'hostatgeria i restauració i 2 d'empreses de serveis. Dels 3 establiments de servei als particulars que hi havia el 2009, 1 era un guixaire pintor, 1 empresa de construcció i 1 restaurant. L'any 2000 a Ronchères hi havia 7 explotacions agrícoles que ocupaven un total de 404 hectàrees.

## Poblacions més properes
El següent diagrama mostra les poblacions més properes.